# 賺錢買維他奶
《賺錢買維他奶》是一個由筆華棋撰寫的網絡小說，2013年12月19日初次於高登討論區及緬甸晶宮同步連載，及後在謎米香港重新刊登。2015年8月29日正式出版為實體小說。

## 故事大綱
小說是作者一個半自傳形式故事，講述一個17歲戴勞力士、18歲揸波子、23歲大學畢業已經有層樓的年青人Ken Lun，人生已毫無目標，因為大部份香港人一輩子想追求的東西，他爸爸已一早買給他。因為好朋友一句，他決定到7-11做收銀，尋找生命意義，為自己理想重新出發。

## 口碑
小說除了找來麥曦茵、麻利亞撰寫序外，亦得到陳詠謙、王灝兒（JW）、少爺占、王貽興、周顯等演藝人、作家推薦，更一度榮登三聯暢銷書榜 (14/9-20/9)的文學類第七名，接著更有多個傳媒媒體報導及訪問。

## 主題曲
《有一種無奈叫富二代》

## 外部連結
- 賺錢買維他奶的Facebook專頁
- 謎米香港（页面存档备份，存于）